# Groupe TF1
Groupe TF1 (Груп Те-эф-ан) — французская медиа-группа, владеющая рядом телевещательных и телепроизводящих обществ. Возникла в результате приватизации национальной телевизионной компании «ТФ1» в 1987 году (промышленная группа Bouygues получила 25 %).

## История
В 1987 году телеканал TF1 был приватизирован, его акции были размещены на бирже, крупный пакет приобрела промышленная группа Bouygues, её основатель и председатель Франсис Буиг стал главой телеканала. В 1991 году в состав группы вошёл европейский спортивный телеканал Eurosport. В 1994 году группа запустила кабельный новостной телеканал LCI (с 2016 года — бесплатный). В 1996 году в партнёрстве с несколькими другими европейскими телекомпаниями было создано совместное предприятие Télévision Par Satellite, которое занялось спутниковым телевещанием (в 2008 году продано Groupe Canal+). В 2001 году была куплена 50-процентная доля в телеканале Série Club, специализирующемся на показе телесериалов. В 2004 году были куплены телеканалы TV Breizh и Histoire TV. В 2005 году начался переход на цифровое эфирное вещание и был куплен канал Ushuaïa TV. В 2010 году были куплены контрольные пакеты акций телеканалов TMC (ориентирован на Монако) и NT1 (переименован в TFX). В 2011 году был запущен канал HD1, позже переименованный в TF1 Séries Films. В 2014 году был продан телеканал Eurosport. В 2016 году была куплена 70-процентная доля в телепроизводственной группе Newen, в 2018 году доля была увеличена до 100 %. В 2018 году была куплена медиа-группа Aufeminin, также были куплены студии Pupkin (Нидерланды) и Nimbus (Дания). В 2019 году производственное подразделение Newen было дополнено компаниями De Mensen (Бельгия) и Reel One Entertainment (Канада), в 2021 году — компаниями iZen (Испания) и Flare Film (Германия), в 2022 году — Anagram (Швеция).

## Собственники и руководство
По состоянию на конец 2022 года крупнейшим акционером была группа Bouygues (45,4 % акций), сотрудникам принадлежало 9,9 % акций, остальные акции обращались на бирже Euronext Paris.
- Жиль Пелиссон (Gilles Pélisson, род. 26 мая 1957 года) — председатель совета директоров с 2016 года.
- Родольф Бельмер (Rodolphe Belmer, род. 21 августа 1969 года) — генеральный директор с октября 2022 года; с 2012 по 2015 год возглавлял Groupe Canal+, с 2016 по 2021 год — Eutelsat, с 2021 по 2022 год — Atos.

## Деятельность
Подразделения по состоянию на 2023 год:
- Media — вещание принадлежащих группе телеканалов, а также потоковое вещание, включает бесплатные каналы (TF1, TMC, TFX, TF1 Séries Films, LCI и MYTF1) и платные тематические каналы (Ushuaïa TV, Histoire TV, TV Breizh, Série Club), 86 % выручки;
- Newen Studios — производство аудиовизуальной продукции (фильмов, телешоу и др.), покупка и продажа прав на такую продукцию, помимо Франции работает в Германии, Бельгии, Канаде, Испании, Нидерландах, Великобритании и Скандинавии, 14 % выручки.

Выручка за 2023 год составила 2,3 млрд евро, из них 86 % пришлось на Францию, 11 % — на остальную Европу, 3 % — на другие регионы. Реклама приносит 70 % выручки группы, продажа прав ретранслировать телеканалы операторам кабельного и спутникового телевидения — 16 % выручки, продажа прав на телепрограммы и фильмы — 14 % выручки.
В 2022 году телеканал TF1 был самым популярным во Франции, имея 18,7 % зрительской аудитории (ближайшие конкуренты — F2 с долей 14,8 %, F3 с долей 9,4 % и M6 с долей 8,4 %). Другие телеканалы группы: TMC — 3,0 %, TF1 Séries Films — 1,7 %, LCI — 1,7 %, TFX — 1,5 %. В целом бесплатные каналы группы TF1 имели долю 26,6 %, уступая France Télévisions с долей 28,7 %.

### Телевещание
Groupe TF1 владеет полностью или имеет долю в капитале следующих компаний:
- TF1 — самый популярный канал во Франции.
- LCI — информационный канал, вещает с 1994 года.
- TFX — куплен «ТФ1 Групп» в 2009 году, до 2018 года назывался NT1.
- TF1 Séries Films — вещает с 2012 года, до 2018 года HD1.
- TV Breizh — бретоноязычный телеканал, доля 80 %, куплен «ТФ1 Групп» в 2007 году.
- Histoire TV — исторический телеканал, доля 80 %, вещает с 1997 года, куплен «ТФ1 Групп» в 2004 году.
- Ushuaïa TV — телепрограммы о природе, доля 80 %, вещает с 2005 года.
- TMC Monte Carlo — доля 80 %, куплен «ТФ1 Групп» в 2005 году.
- Série Club — доля 50 %, доля капитала приобретена «ТФ1 Групп» в 2000 году.

Каналы возглавляются генеральными директорами, TMC имеет также собственного президента.
Ликвидированные
- Stylia (ранее назывался «Odyssée», запущен в 1996 году) — доля 80 %, вещание прекращено в 2014 году.
- TF6 — доля 50 %, вещание прекращено в 2014 году.

Проданные
- Eurosport (запущен в 1991 вместо одноимённого канала от Sky Television plc) — доля 49 %, доля капитала продана в 2015 году.
- Eurosport 2 — доля 49 %.
- Eurosport News — доля 49 %.

### Прочие
- Общество «ТФ1 Продюсьон» (TF1 Production) — осуществляет подготовку телепередач.
- Общество «ТФ1 Фильм Продюсьон» (TF1 Films Production) — осуществляет заказ производства телефильмов и мультфильмов выпускаемых в кинопрокат.
- Общество «ТФ1 Студио» (TF1 Studio).
  - Общество «ТФ1 Видео» (TF1 Vidéo) — осуществляет заказ записи на лазерные диски телефильмов и мультфильмов произведённых по заказу общества «ТФ1 Фильм Продюсьон», телефильмов, мультфильмов, телесериалов и мультсериалов произвёзднных по заказу общества «ТФ1» и телепередач подготовленных обществом «ТФ1» или другими обществами по его заказу.
  - Общество «ТФ1 Друа аудиовизуэль» (TF1 Droits audiovisuels) — осуществляет лицензирование производства художественных произведений по мотивам телефильмов и телесерий произведённых по заказу общества «ТФ1 Фильм Продюсьон» и телепередач подготовленных обществом «ТФ1» или другими общества по его заказу.
- Общество «ТФ1 ПУБ» (TF1 PUB) — осуществляет продажу рекламного времени в телепрограммах.
- Общество «ТФ1 Диджитал Фактори» (TF1 Digital Factory).
- Общество «ТФ1 Энтертейнмент» (TF1 Entertainment).